# 데드 키
데드 키(영어: dead key, ‘죽은 글쇠’라는 뜻)는 멈춤 키 또는 멈춤 쇠라고도 하며, 타자기나 컴퓨터 키보드의 특수한 수식(修飾) 키로, 주로 서양 문자(로마자, 그리스 문자, 키릴 문자 등)에서 발음 구별 기호가 들어간 문자를 입력하기 위해 사용한다. 이 키는 서양 문자를 입력하는 키보드 중 일부에만 존재한다. 데드 키는 그 자체로 완성된 문자를 생성하지 못하지만, 대신 이어서 타이핑한 문자를 변형(주로 발음 구별 기호가 들어간 문자)해서 입력해준다.
예를 들어 만약에 키보드에 악상 그라브(`)를 입력하기 위한 데드 키가 있다고 가정할 경우, 먼저 ` 키를 누르고 그 다음에 A를 누르면 ‘à’가 입력된다. 또한 ` 키를 누르고 E를 누르면 ‘è’가 입력된다. 일반적으로, 이런 발음 구별 기호를 독립된 형태로 입력하려면, 이런 데드 키를 먼저 누르고 그 다음에 Space를 누르면 된다. 따라서 예를 든 키보드에서 `을 누른 뒤 Space를 누르면 `가 입력된다.
발음 구별 기호가 들어간 문자처럼 보이지만, 예를 들어 터키어의 ğ나 베트남어의 ă와 같이 언어에 따라 법적 독립 자모를 이루는 경우가 있고, 이들은 대체로 키보드 상에서 데드 키 방법보다 하나의 자리를 차지한다. 또한 발음 구별 기호 문자라 하더라도 독일어의 ä나 프랑스어의 è처럼 키보드 상에 자리를 차지하기도 한다.

## 용법
데드 키는 일반적인 수식 키와 다르다. 일반적인 수식 키는 수식 키를 손가락으로 누르고 있는 상태에서 다른 키를 눌렀다가 뗀 뒤 그 수식 키도 손을 떼는 식으로 사용한다. 이에 반해 데드 키는 데드 키를 먼저 손가락으로 눌렀다가 뗀 뒤 다른 키를 눌렀다가 눌렀다가 떼는 방법으로 입력한다. 이 점은 한글 키보드의 입력 방법과 유사하다고 볼 수 있다.
데드 키는 일부 컴퓨터 시스템에서 데드 키를 입력한 직후에는 데드 키가 입력됐는지 여부를 표시해주지 않는다는 점. 예를 들어 데드 키 `를 손가락으로 눌렀다가 떼면 화면에 아무런 변화가 없는 식이다. 이후에 A나 E 등을 누르면 à나 è와 같이 변형된 문자가 입력되는 것을 보고 데드 키가 직전에 눌렸었다는 것을 확인할 수 있다. 이는 한글 입력 시 대개 누른 자소(字素)들이 화면에 보이는 문자에 반영되는 것과 다르다.
한편 타자기에서 데드 키를 입력하면 캐리지가 전진하지 않고 제자리를 지킨다. 그 후 원하는 문자를 입력하면 발음 구별 기호가 첨가된 문자가 완성되는 식이다. 이런 구조 덕분에 타자기에서는 기본 문자와 발음 구별 기호의 조합에 한계가 없다. 그래서 q́처럼 일반적이지 않은 문자도 쉽게 입력할 수 있다. 이런 문자는 컴퓨터에서 대개 ´q와 같이 독립된 문자로 처리가 된다.

## 용례
데드 키를 설정하는 방법은 키보드 배열이나 컴퓨터의 기종 등에 따라 다르다. 여기서는 일부 컴퓨터 자판만 예로 들어 설명한다.

### 미국 국제어 자판(윈도)

오른쪽은 마이크로소프트 윈도우에 기본 탑재돼 있는 미국 국제어 자판(US International)이다. 이 자판은 미국 표준 쿼티를 수정하여 일부 서유럽어를 입력할 수 있게 한 자판이다. 여기서는 발음 구별 부호와 유사하게 생긴 문자들을 데드 키로 할당하고 있다.
이 그림에서 빨간 색으로 된 글자들이 데드 키이다. 참고로 파란 색으로 된 글자들은 AltGr 키로 입력 가능한 문자들이다.
- ': ´가 들어간 문자를 입력(예: á)
- "(즉 ⇧ Shift+'): ¨가 들어간 문자를 입력(예: ä)
- `: `가 들어간 문자를 입력(예: à)
- ~(즉 ⇧ Shift+`): ~가 들어간 문자를 입력(예: ã)
- ^(즉 ⇧ Shift+6): ^가 들어간 문자를 입력(예: â)

이 자판에서는 ´가 들어간 모음들은 데드 키를 이용하지 않고 AltGr를 누른 상태에서 모음 키를 누르는 방식으로도 입력할 수 있다. 예를 들면 á는 AltGr+A(⇪ Caps Lock이 켜져 있으면 ⇧ Shift+AltGr+A)으로 입력할 수 있다. 이 경우 데드 키를 이용하는 방식과 달리 1타에 문자를 입력할 수 있다.

### 미국 쿼티 자판(맥 OS X)
한편 맥 OS X에 내장된 미국 자판에서는 Opt 키와의 조합으로 데드 키를 생성할 수 있다. 그 예는 다음과 같다.
- ⌥ Opt+e: ´가 들어간 문자를 입력(예: á)
- ⌥ Opt+`: `가 들어간 문자를 입력(예: à)
- ⌥ Opt+u: ¨가 들어간 문자를 입력(예: ä)
- ⌥ Opt+i: ^가 들어간 문자를 입력(예: â)
- ⌥ Opt+n: ~가 들어간 문자를 입력(예: ã)

이 자판에서는 발음 구별 부호와 비슷하게 생긴 기호를 입력하는 키를 이용하지 않는다(⌥ Opt+`는 예외). 이 점은 이 글에서 설명한 윈도의 미국 국제어 자판이나 스웨덴 자판과 다르다.

### 스웨덴 자판(윈도)

위 자판은 스웨덴(스웨덴어) 표준 쿼티 자판이다. 빨간 색으로 된 글자들은 모두 데드 키이고, 각 글쇠 안에 오른쪽에 써져 있는 글자(파란 색 또는 빨간 색)들은 모두 AltGr 키로 입력할 수 있는 문자들이다.
각 데드 키는 미국 국제어 자판과 물리적 위치가 다르긴 해도 발음 구별 부호와의 대응은 동일하다. 미국 국제어 자판과 달리 ~가 들어간 문자는 AltGr 키를 통해 입력해야 한다. 예를 들어 ã를 입력하려면 AltGr 키와 " 키를 동시에 눌렀다 뗀 뒤, 뒤 이어서 A를 누른다.

이 자판에서는 Ä과 Ö 키가 따로 있기 때문에 Ä/ä, Ö/ö를 데드 키 이용 없이 1타에 입력할 수 있다. 또, 역시 독립된 키가 존재하는 Å/å의 경우에는 Å 키를 이용해서 입력할 수밖에 없다. 이 자판에서는 ˚가 들어간 문자를 입력하기 위한 별도의 데드 키가 존재하지 않기 때문이다.

### 콜맥 자판

윈도용 콜맥 자판

콜맥(Colemak) 자판은 근래에 등장한 영어 대안 자판이다. 이 자판 배열은 많은 데드 키가 존재하는데, 모두 AltGr 키(맥 OS X에서는 ⌥ Opt 키)를 통해 입력한다. AltGr 또는 ⌥ Opt 키로 입력되는 문자들은 각 글쇠에서 가운데 열에 쓰여진 글자들이다. 이들은 대개 해당 발음 구별 부호에 붙여져 있는 이름의 철자 중 일부에서 따왔다.

그런데 윈도용 콜맥 자판에서는 통상적인 데드 키와 다른 특수한 데드 키를 할당했다. AltGr+\(맥 OS X에서는 ⌥ Opt+\)를 누른 뒤 다른 문자 키를 누르면 몇몇 특수 문자들이 입력된다(위 그림에서 초록색으로 돼 있는 문자들). 이들은 발음 구별 부호와는 아무런 관련이 없다.

### 참고: 발음 구별 부호가 들어간 문자를 데드 키 없이 입력하는 경우

#### 별도의 키가 할당되어 있는 경우
발음 구별 부호가 들어간 문자를 꼭 데드 키를 동원하여 2타에 입력해야 하는 건 아니다. 자판 배열에 따라 발음 구별 부호가 들어간 일부 문자들은 독립된 문자 키가 따로 할당돼 있는 경우도 있고, AltGr 키나 기타 특수한 특수 문자 키와의 조합으로 1타에 입력 가능한 경우도 있다. 위 용례에 소개된 자판 배열들 중에 그런 경우가 있으니 참고할 것.

#### 베트남 자판
현대 베트남어는 독자적인 로마자 표기법(쯔꾸옥응으)으로 적히는데, 발음 구별 부호가 붙은 문자의 종류가 굉장히 많다. 베트남 표준 쿼티 자판에서는 분절 음소를 변별하기 위해 발음 구별 부호가 붙은 문자들(Ă, Â, Đ, Ô, Ơ, Ư) 및 화폐 부호 ₫들을 독립된 글쇠로 할당하였다. 또한 초분절 음소인 성조를 덧붙이기 위한 독립된 글쇠도 할당돼 있다. 이들 성조 입력 키는 데드 키와 입력 방식이 다르다.
베트남 자판에서는 먼저 분절 음소인 문자를 입력한 뒤, 뒤 이어서 성조 문자를 입력한다. 따라서 발음 구별 부호를 먼저 입력하는 데드 키와는 입력 순서가 정반대가 된다.
이와 관련해 많은 베트남어 전자 문서에서는 성조 기호가 결합된 문자들을 미리 작성된 문자(precomposed character)로 해놓지 않고 결합 문자(combining character)와의 연결로 해놓는 경우가 적지 않다. 윈도용 베트남어 키보드도 후자의 형태로 입력하게 한다. 유니코드로 예를 들면 다음과 같다(⇪ Caps Lock이 꺼져 있는 상황으로 가정한다).
| 문자 | 베트남 자판(윈도) 입력 | 입력된 문자의 유니코드 부호 | 비고                                                  |
| ---- | ---------------------- | --------------------------- | ----------------------------------------------------- |
| a    | A                      | U+0061                      | a를 1성으로 발음.                                     |
| à    | A, `                   | U+0061, U+0300              | a를 2성으로 발음. 미리 작성된 문자로 변환하면 U+00E0. |
| â    | Â                      | U+00E2                      | â를 1성으로 발음.                                     |
| ầ    | Â, `                   | U+00E2, U+0300              | â를 2성으로 발음. 미리 작성된 문자로 변환하면 U+1EA7. |

#### 기타
특수 문자표로 입력하는 경우, 복사·붙여넣기를 하는 경우, 문자의 코드 넘버를 Alt+숫자 키패드의 숫자 키로 입력하거나(윈도) ⌥ Opt+숫자 키로 입력하는 방법(맥 OS X) 등의 방법이 있다.

## 같이 보기
- 수식 키
- Compose 키
- AltGr 키